# Абдельхай, Раджаб
Раджаб Абдельхай Саад Абдельразак (араб. رجب عبد الحي سعد عبد الرازق عبد الله‎; род. 4 марта 1991, Думъят, Египет) — египетский тяжелоатлет, участник двух летних Олимпийских игр, чемпион Африканских игр 2015 года, двукратный чемпион Средиземноморских игр.

## Спортивная биография
В 2010 году 19-летний Абдельхай выступил  на своём первом взрослом чемпионате мира. Египетский спортсмен не смог оказать достойную конкуренцию, но и не остался в конце таблицы, заняв 12-е место с результатом 353 кг. На следующий год Раджаб смог улучшить свой результат, показав в сумме 364 кг и заняв высокое 8-е место. В 2012 году Абдельхай дебютировал на летних Олимпийских играх в Лондоне. Египетский тяжелоатлет выступил в категории до 85 кг. В рывке Абдельхай поднял 165 кг, а в толчке 207 кг, что дало в сумме 372 кг и 6-е место в итоговом протоколе.
После окончания Игр в Лондоне Абдельхай принял решение перейти в более тяжёлую весовую категорию до 94 кг. В 2013 году египетский спортсмен завоевал золото Исламских игр солидарности. Спустя несколько месяцев, на чемпионате мира в польском Вроцлаве, Абдельхай был близок к завоеванию награды, но по результатам соревнований остался на 5-м месте. Чемпионат мира 2014 года сложился для египетского тяжелоатлета неудачно. По сумме двух упражнений ему удалось поднять всего 373 кг, что отбросило его лишь на 12-е место.

## Результаты

### Олимпийские игры
| Олимпийские игры    | Категория | Рывок  | Толчок | Сумма  | Место |
| ------------------- | --------- | ------ | ------ | ------ | ----- |
| Лондон 2012         | до 85 кг  | 165    | 207    | 372    | 6     |
| Рио-де-Жанейро 2016 | до 94 кг  | 174 AR | 213    | 387 AR | 5     |

### Чемпионат мира
| Чемпионат мира | Категория | Рывок | Толчок | Сумма | Место |
| -------------- | --------- | ----- | ------ | ----- | ----- |
| Анталья 2010   | до 85 кг  | 157   | 196    | 353   | 12    |
| Париж 2011     | до 85 кг  | 161   | 203    | 364   | 8     |
| Вроцлав 2013   | до 94 кг  | 173   | 211    | 384   | 5     |
| Алма-Ата 2014  | до 94 кг  | 170   | 203    | 373   | 12    |
| Хьюстон 2015   | до 94 кг  | 165   | 207    | 372   | 8     |
| Анахайм 2017   | до 94 кг  | 172   | 206    | 378   | 5     |